# Haplophyllum blanchei
Haplophyllum blanchei är en vinruteväxtart som beskrevs av Pierre Edmond Boissier. Haplophyllum blanchei ingår i släktet Haplophyllum och familjen vinruteväxter. Inga underarter finns listade i Catalogue of Life.